# یگانه (همدان)
یکانه (همدان)، روستایی از توابع بخش مرکزی شهرستان همدان در استان همدان ایران است.

## جمعیت
این روستا در دهستان سنگستان قرار دارد و براساس سرشماری مرکز آمار ایران در سال ۱۳۹۵، جمعیت آن ۲۷۸ نفر (۱۰۰خانوار) بوده‌است. یکانه یا تلفظ ترکی آن به صورت یی کانا، که در زبان فارسی به صورت یگانه نوشته می‌شود روستایی است در ۸ کیلومتری جنوب شرقی همدان. دربارهٔ معنای لغوی کلمه باید اشاره کرد که یی در زبان ترکی به معنی خوب افضل و بهتر (کاشغری، ۱۳۸۴: ۵۰۰)، (هادی، ۱۳۸۶: ۸۳۶). و کانا به معنی چشمه و آّبراه باغ انگور می‌باشد؛ بنابراین معنی ییکانا یا یکانه به معنی جایی که دارای چشمه یا آبراه خوب می‌باشد.